# HSQLDB
HSQLDB je relační databázový systém napsaný v Javě. Byl založen na projektu Hypersonic SQL Project, který musel jeho zakladatel Thomas Mueller opustit poté, co začal pracovat pro firmu vyvíjející komerční javovou databázi. Software je šířen pod licencí BSD.
Obsahuje ovladač JDBC a dobře podporuje standardy SQL-92, SQL-99, a SQL:2003. To zajišťuje rychlý, ale přitom malý (pod 100k) databázový stroj, který umožňuje operace nad tabulkami jak v paměti, tak přímo na disku.